# CR大海物語4
『CR大海物語4』（シーアールおおうみものがたりフォー、英: Great Sea Story 4）は、2017年12月4日に三洋物産から発売されたデジパチタイプのパチンコ。

## 機種一覧
| 名称                                          | 発売          |
| --------------------------------------------- | ------------- |
| CR大海物語4                                   | 2017年12月4日 |
| CR大海物語4 With アグネス・ラム 遊デジ119ver. | 2018年4月2日  |
| CR大海物語4 BLACK                             | 2018年7月2日  |

## 概要
『CRまわるんパチンコ大海物語3』の後継機。大海物語シリーズの5作目。2017年12月4日にミドルタイプの『CR大海物語4』が発売された。ビッグバイブを多彩に活用した新演出が多く搭載された。今作では従来の3つのステージ（ラグーン、アトランティス、トレジャー）に加え、第4のステージとなるクリスタルステージが追加された。大海物語シリーズ初のラッキー8チャッカーが搭載されており、通常時でも保留が8個溜まる仕様になっている。本作以降の大海物語シリーズでも搭載されている。本機種で8代目ミスマリンちゃんがデビューした。今作ではワリンが大当たりラウンド中のムービーのみの登場となっており、前作に搭載されていたバブルチャンスも削除されている。ウリンのぽいぽいチャンスはぶるぶるチャンスに変更された。
2018年4月2日に遊デジタイプの『CR大海物語4 With アグネス・ラム 遊デジ119ver.』が発売された。『CRA大海物語3 With アグネス・ラム』の後継機種であるが、この機種は前作の確率（1/99）とは違い、1/119になっている。海物語シリーズとしては初の遊デジタイプとなっている。
2018年7月2日にはライトタイプの『CR大海物語4 BLACK』が発売された。『CR大海物語BLACK ライト』の後継機種である。前作とは違い、時短が追加されている。この機種のみクリスタルステージに登場するパールの色が黒になっている。海物語シリーズ初のV-STタイプとなっており、ヘソ落ち仕様を採用している。また、パチンコ業界初の左右対称盤面のV-ST機である。海物語シリーズ最後のCR機となっている。

## 図柄
奇数図柄がSUPER LUCKY、偶数図柄がLUCKYと表示される。ミドルタイプでは、奇数図柄が確変大当たり、偶数図柄が通常大当たり（確変昇格の場合あり）となっている。『CR大海物語4 With アグネス・ラム 遊デジ119ver.』では奇数図柄の方がラウンド数と時短回数が多い。『CR大海物語4 BLACK』では、ヘソ入賞時大当たりだと奇数図柄の場合はST50回と時短50回となり、偶数図柄の場合は時短100回となる。電チュー大当たりだと奇数図柄の方がラウンド数が多い。その他図柄に関しては各項目を参照。
- 1. タコ
- 2. ハリセンボン
- 3. カメ
- 4. サメ
- 5. エビ
- 6. アンコウ
- 7. シュゴン
- 8. エンゼルフィッシュ
- 9. カニ
- 裏4. サメ
- キングクジラッキー

『CR大海物語4』と『CR大海物語4 With アグネス・ラム 遊デジ119ver.』に搭載。マックスラウンド大当たりとなり、『CR大海物語4 With アグネス・ラム 遊デジ119ver.』では大当たりラウンド終了後は100回の電チューサポートに突入する。GREAT LUCKYと表示される。
- アグネス・ラム

『CR大海物語4 With アグネス・ラム 遊デジ119ver.』に登場したキングクジラッキー図柄の上位図柄。マックスラウンド大当たりとなり、大当たりラウンド終了後はスペシャルアグネスタイムに突入する。GREAT LUCKYと表示される。
- ブラッククジラッキー

『CR大海物語4 BLACK』に搭載。マックスラウンド大当たりとなる。GREAT LUCKYと表示される。

### 大当たり表示とラウンド数
| 型式 | GREAT LUCKY | SUPER LUCKY | LUCKY   |
| ---- | ----------- | ----------- | ------- |
| MTB  | 15R確変     | 12R確変     | 12R通常 |
| SBC  | 16R         | 7R          | 5R      |
| WCB  | 16R         | 7R          | 4R      |

## ステージ解説
ラグーンステージ
シンプルなステージ。
アトランティスステージ
ボタンを使用した演出が楽しめるステージ。
トレジャーステージ
ステップアップ予告が搭載されたステージ。ただし一般的なステップアップ予告とは異なり、リーチ後に発生する。
クリスタルステージ
ビッグバイブと一発告知がメインのステージ。他3つのステージとは違い、魚群が出現すれば大当たり濃厚となっている。
『CRプレミアム海物語』のクリスタルモードとは別物となっている。
スペシャル魚群探索ゾーン
ウリンチェック（『CR大海物語4 BLACK』はウリンチェージ）から発展する場合があり、突入するとマリンが出現しボタンプッシュを促される。ボタンを押してスペシャル魚群が出現すれば大当たりとなる。
スペシャルアグネスタイム
『CR大海物語4 With アグネス・ラム 遊デジ119ver.』に搭載されているST中の特殊ステージ。ウリンチェック、大当たりラウンド、アグネス・ラム図柄での大当たりから突入し、次回大当たり濃厚となる。点滅保留が大当たりとなり、その手前の保留でも大当たりになる可能性がある。手前で大当たりした場合にはスペシャルアグネスタイム継続となり、点滅保留で大当たりするまで続く仕様になっている。
『CRA大海物語2 With アグネス・ラム』及び『CRA大海物語3 With アグネス・ラム』の保留連チャン示唆演出に該当する。
ブラックパールゾーン
『CR大海物語4 BLACK』のSTの1回転目から10回転または20回転目に搭載されている特殊ステージ。リーチが掛かると大当たり濃厚となる。

## 予告演出
予告なし
リーチ成立直後に演出が起こらないこと。ノーマルリーチ発展濃厚となる。
泡予告
ラグーンステージ、アトランティスステージ、トレジャーステージ専用演出。
リーチ成立直後に画面下部から泡が発生する演出。スーパーリーチに発展する可能性がある。
大泡予告
ラグーンステージ専用演出。
リーチ成立直後に画面下部から通常よりも大きな泡が発生する演出。ノーマルリーチ発展濃厚となり、大当たりまたは半コマズレのハズレとなる（半コマズレ停止でも再始動する場合がある）。スーパーリーチに発展した場合は、法則崩れにより大当たり濃厚となる。
魚群予告
リーチ成立直後に画面右側から魚群が通過する演出。期待度が高い演出であり、スーパーリーチ発展濃厚となる。ノーマルリーチに発展した場合は、法則崩れにより大当たり濃厚となる。ミドルタイプの確変中に発生して大当たりした場合は確変大当たり濃厚となる。
クリスタルステージでは、スーパーリーチ発展後に画面右から魚群が通過する演出となっている。他の3ステージと比べると発生確率が格段に低く、発生した場合は大当たり濃厚となる。
イルカ予告
アトランティスステージ専用演出。
リーチ成立直後にイルカが画面に出現する演出。スーパーリーチに発展する可能性がある。イルカの代わりにシャチが通過した場合はスーパーリーチ発展濃厚となる。クジラまたは金色のイルカが通過した場合は大当たり濃厚となる。イルカが画面に現れた際にボタンを押すと、イルカが助走なしで画面から消える場合がある。その際は大泡予告相当であり、ノーマルリーチ発展濃厚となり大当たりまたは半コマズレのハズレとなる（半コマズレ停止でも再始動する場合もある）。
ステップアップ予告
トレジャーステージ専用演出。
リーチ成立時に4段階のステップが発生する演出。
ステップ1はリーチ成立時に泡音が鳴る。滑り予告場合、滑ると同時に泡音が発生する。泡音が発生せずにリーチが掛かった場合は大泡予告相当となり、ノーマルリーチ発展濃厚となり大当たりまたは半コマズレのハズレとなる（半コマズレ停止でも再始動する場合もある）。
ステップ2はリーチ成立直後に泡が発生する。泡が発生しなかった場合はノーマルリーチ濃厚となる。
ステップ3はステップ2の泡演出の直後にクラゲが発生する。ステップ3が発生した時点でスーパーリーチ発展濃厚となる。赤いクラゲが出現すれば大当たり濃厚となる。
ステップ4はスーパーリーチ発展時に画面タッチを促される。画面をタッチするとクラゲまたは魚群が出現する。魚群が出現すれば期待度が高くなる。赤いクラゲが出現すれば大当たり濃厚となる。
降りもの予告
クリスタルステージ専用演出。
リーチ成立直後にクリスタルが降り注ぐ演出。クリスタルが大きいとスーパーリーチに発展する可能性がある。ネッシィの形をしたカラフルなクリスタルが降り注ぐと大当たり濃厚となる。
リーチ後ボタン予告
クリスタルステージ専用演出。
リーチ成立直後にボタンを押した時に振動が発生する演出。遅れ連打震えの場合は期待度が高く、3・3・7拍子での震えは大当たり濃厚となる。
ネッシィビジョン予告
クリスタルステージ専用予告。
スーパーリーチ発展直前にネッシィが画面に出現して咆哮する演出。いかずちリーチに発展する。
滑り予告
下段図柄が効果音とともに半コマ進みあるいは半コマ戻ってリーチがかかる演出。
連続滑り予告
保留内で2回転続いて滑り予告が発生する演出。2回目の滑り予告が発生した時点でその変動での大当たりが濃厚となる。
遅れ予告
BGMやボイスが通常より始まりが遅れる違和感演出。変動開始時にBGMの始まりが遅れる、リーチ成立の際にマリンのボイスが通常より遅れるなどがある。
ぶるぶるチェンジ
ラグーンステージ、アトランティスステージ、トレジャーステージ専用演出。
ビッグバイブとともに様々な変化が発生する演出。4つのパターンが存在する。
魚群に変化
泡予告が発生した際に、ビッグバイブが発生し魚群予告に変化する演出。トレジャーステージでは、ステップアップ予告のステップ4でクラゲが出現するした際に、ビッグバイブが発生し魚群に変化する場合がある。
非テンパイからテンパイに変化
非テンパイ時（下段が半コマズレ）にビッグバイブが発生し、リーチが成立する演出。
偶数図柄リーチから奇数図柄リーチに変化
偶数図柄でのリーチが発生した際、スーパーリーチに発展した直後にビッグバイブが発生し奇数図柄に変化する演出。
テンパイ図柄変化
スーパーリーチに発展した際にビッグバイブが発生し、上下段のテンパイ図柄の目が炎目またはハート目に変化する演出。
魚群シルエット予告
『CR大海物語4 With アグネス・ラム 遊デジ119ver.』に搭載。スペシャルアグネスタイム専用演出。
リーチ成立時に背景に魚群のシルエットが映し出される演出。シルエットの数が多いと大当たり濃厚となる。
魚群レーダー予告
『CR大海物語4 BLACK』に搭載。ウリンチャージ中に発生する専用演出。
画面に魚群レーダーが出現し、魚のヒット数が多いほど期待度が高くなる。

## 保留先読み予告
泡前兆予告
チャンス目（同一図柄が非テンパイ形で液晶画面内に3つ停止）が停止する演出。連続するほど期待度が高くなる。3回連続で発生するとリーチ成立濃厚となる。4回以上連続で発生した場合や泡がレインボー柄の場合は確変大当たり濃厚となる。
ラグーンステージ及びクリスタルステージで発生した場合はリーチ成立濃厚となる。
図柄ナビ予告
泡前兆予告が発生した次の変動の際にボタンを押すと、次に止まる図柄のシルエットが表示される演出。通常は上段または下段に出現する。中段に出現すると再度泡前兆予告が発生するか、リーチ成立して大当たり濃厚となる。
シルエット出現と同じタイミングでマリンが出現する場合もあり、マリンのアクションで期待度が変化する。マリンがキョロキョロする（または驚くのが通常の演出で、クマノミと共に出現すると魚群予告発展濃厚、ピースサインをすると大当たり濃厚となる。
リーチ後泡前兆予告
リーチ成立直後に中段図柄が停止し泡前兆が発生する演出。連続するほど期待度が高くなる。
チャンス目前兆予告
『CR大海物語4 BLACK』に搭載。ブラックパールゾーン専用演出。
チャンス目（同一図柄が非テンパイ形で液晶画面内に3つ停止）が停止し、ブラックパールからオーラが発生し効果音が鳴る演出。発生すると次変動は下段煽り予告が発生濃厚となる。
サイレント疑似連
変動停止の際に、図柄の動きが止まらないまま次の変動に移行する演出。この演出が発生した際は保留が消化されない。
図柄停止予告
図柄が停止する際、不自然に滑って進んだり戻ったりして停止する演出。下段図柄の滑りまたは戻り、中段図柄滑りまたは戻り、上下段同時停止の3種類がある。図柄が滑って停止して泡前兆予告が発生する場合もある。
停止順変化予告
通常は上段、下段、中段の順番で図柄が停止するが、それ以外の順番で停止する演出。
変動順変化予告
変動開始時の図柄の変動方向と変動順が通常とは異なる演出。
リーチ連続予告
リーチ成立後すぐに中段図柄が停止してすぐに次の変動が開始する演出。
カウントダウン予告
変動開始時にマリン及び数字が出現しカウントダウンが始まる演出。基本的に「3」から始まり「0」になるとタッチチャンスが発生する。カウントダウンが「4」以上から始まった場合や、「0」に到達する前にリーチが成立した場合は大当たり濃厚となる。
シルエットステージチェンジ予告
変動中にステージチェンジをした際に、画面中心にマリンの顔のシルエットが映し出される演出。発生するとスーパーリーチ濃厚となる。シルエットの色が赤色の場合は期待度が上がり、マリンの代わりにクジラッキーのシルエットが映し出されたら大当たり濃厚となる。
ウリンチェック
通常変動中に保留が8個溜まると発生することがある演出。発生する場合は、保留が8個溜まったと同時に「保留満タン」と書かれた看板が画面右下から出現する。ウリンと8個の宝箱が画面下部に出現し、変動ごとに宝箱が1つずつ開く。宝箱の中からはクマノミやそのステージ専用予告のアイテムが出現する。クマノミが出現すると、宝箱の左側にいるウリンの周りに集まり、集まった数が多いほど期待度が高くなる。3匹集まるとリーチ成立濃厚となる。稀に帯が入っていることもあり、出現するとスペシャル魚群探索ゾーンに移行する。『CR大海物語4 With アグネス・ラム 遊デジ119ver.』のみアグネス・ラム柄の帯が出現することもあり、出現するとスペシャルアグネスタイムに移行する。
『CR大海物語4 BLACK』には非搭載。
強風予告
クリスタルステージ専用演出。
変動開始時、強風が吹いて図柄のスタートが遅れる演出。3回連続で発生すると期待度が高くなる。
オーラ変化予告
クリスタルステージ専用演出。
画面中央のクリスタルの周りにオーラが発生する演出。期待度はオーラの強さによって変化する。
クリスタル前兆予告
クリスタルステージ専用演出。
変動中の背景に浮遊しているクリスタルの数が増える演出。クリスタルの色によって期待度が変化する。
変動開始順予告
クリスタルステージ専用演出。
変動開始時に図柄がそれぞれ別々のタイミングで動き出す演出。
天候予告
クリスタルステージ専用演出。
チャンス目停止等で発生する。くもり、大雨、嵐、雨上がりの4種類がある。くもりはリーチ成立濃厚、大雨はスーパーリーチ濃厚、嵐と雨上がりはクリスタルスリーチ発展濃厚となる。
ネッシィ予告
クリスタルステージ専用演出。
ネッシィが出現し、期待度はネッシィの周りを包むオーラの色によって変化する。
クリスタルヒビ割れ予告
クリスタルステージ専用演出。
チャンス目が停止することによりクリスタルにヒビが入る。全部で3段階あり、1段階でリーチ成立濃厚、2段階及び3段階はスーパーリーチ発展濃厚となる。最終的にクリスタルが割れれば大当たりとなる。
満月予告
クリスタルステージの確変中専用演出。チャンス目、順目、逆順目が停止することにより発生する。
画面左上の三日月が満月に変化する演出。赤満月の場合は期待度が高くなる。
ウリンチャージ
『CR大海物語4 BLACK』に搭載。
通常変動時に電チューが開放し、入賞した分だけ宝箱が発生する演出。宝箱の中身は泡、ピンクイルカ、魚群、パールボタン、帯のいずれかが入っている。ピンクイルカは期待度が高くなり、魚群とパールボタンは大当たり濃厚となる。帯はスペシャル魚群探索ゾーンに移行する。
電チューサポート100回消化後にも、その時点までの電チュー入賞の数だけウリンチャージに移行し、電チュー入賞分を全て消化すると通常変動に移行する。
キャラ通過予告
『CR大海物語4 BLACK』に搭載。ブラックパールゾーン専用演出。
変動中にキャラクターが通過する演出。イカ、イカの群れ、マンボウ、ウミガメ、ジンベイザメの順番で期待度が高くなる。
テンパイ煽り予告
『CR大海物語4 BLACK』に搭載。ブラックパールゾーン専用演出。
上段図柄停止後に下段図柄がすぐに止まらずリーチ成立を煽る演出。ダブルリーチ煽りだと期待度が高くなり、リーチが成立すると大当たり濃厚となる。
ブランク図柄変化予告
『CR大海物語4 BLACK』に搭載。ブラックパールゾーン専用演出。
変動停止時にブランク図柄が画面中央に集まりボタンができてプッシュを促される演出。ブランク図柄の数が多いほどボタンが完成する期待度が高くなる。
チャンスボタン予告
『CR大海物語4 BLACK』に搭載。ブラックパールゾーン専用演出。
変動中に画面にボタンが出現し、プッシュするとブラックパールに文字が映し出される演出。文字によって期待度が変化し、CHANCE、BLACK、激熱の順番で期待度が高くなる。文字が出ないでブラックパールが発光すると大当たり濃厚となる。
変動開始時アクション予告
『CR大海物語4 BLACK』に搭載。ブラックパールゾーン専用演出。
変動開始時に図柄が大きくなる演出。

## チャンスボタン演出
ブレーキアクション
リーチ後から図柄停止までの間にボタンを押すと、変動中の中段図柄が反応しブレーキアクションをする演出。中段図柄の目が大きくなると期待度がやや高くなる。炎目になると期待度がさらに高くなり、ハート目になると奇数図柄での大当たり濃厚となる。
奇数昇格演出
偶数図柄が揃って昇格スクロールが発生する直前にボタンを押すと8代目ミスマリンちゃん（『CR大海物語4 With アグネス・ラム 遊デジ119ver.』ではアグネス・ラム）がカットインされる演出。この演出が発生すると、大当たりラウンド中のBGMが条件を満たしていなくてもプレミアムソングが全曲開放となる。
図柄アクション予告
リーチが成立した際に画面をタッチ（十字キーの中央ボタンでも可）すると図柄が動き、アイコンを表示させる演出。アイコンは星、エクスクラメーションマーク、音符、魚群、ハートの5種類があり、音符の場合はスーパーリーチ発展濃厚（ノーマルリーチに発展した場合は大当たりまたは半コマズレ）、魚群の場合は魚群出現濃厚、ハートの場合は大当たり濃厚となる。
裏ボタン演出
ラグーンステージ、アトランティスステージ、トレジャーステージ専用演出。
スーパーリーチが発生した際に十字キーの中央ボタンを押すと出現する演出。
珊瑚礁リーチ発生の際に押すと珊瑚礁の周りに魚が出現する。クマノミが出現すると期待度が高くなる。ネッシィが出現するすると大当たり濃厚となる。
女神像リーチ発生の際に押すと女神像が背中を向け、イルカの彫刻、クマノミの彫刻、クジラッキーの彫刻のいずれかが出現する。クマノミの彫刻だと期待度が高くなる。クジラッキーの彫刻だと大当たり濃厚となる。
宝の山リーチ発生の際に押すと山が崩れる。山が崩れた際にクマノミが出現すると期待度が高くなる。骸骨船長が出現すると大当たり濃厚となる。
黒潮リーチ発生の際に押すと、図柄のミニキャラまたはクマノミが出現する。クマノミが出現した場合は期待度が高くなる。図柄のミニキャラの場合、リーチ図柄と一致していれば大当たり濃厚となる。クジラッキーまたはクジラブリーの場合も大当たり濃厚となる。
マリンちゃんリーチ発生の際に押すと、マリンが手を振る、手を早く振る、ウィンク、ピースサインのいずれかが発生する。ウィンクの場合は期待度が高くなる。ピースサインの場合は大当たり濃厚となる。

## リーチ演出
ノーマルリーチ
特に何も起こらないリーチ演出。期待度は低い。シングルリーチ及びダブルリーチのどちらからも発展する。通常時に半コマズレ停止をすると再始動が発生する可能性が高くなっている。ST中は期待度が高くなっており、大当たりまたは半コマズレのハズレとなる（半コマズレ停止でも再始動する場合がある）。
珊瑚礁リーチ
ラグーンステージ専用演出。
シングルリーチから発展し、画面下部から珊瑚礁が出現する演出。珊瑚礁の高さが通常よりも高い場合は期待度が高くなる。
女神像リーチ
アトランティスステージ専用演出。
シングルリーチから発展し、画面下部から女神像が出現する演出。女神像の高さが通常よりも高い場合は期待度が高くなる。
宝の山リーチ
トレジャーステージ専用演出。
シングルリーチから発展し、画面下部から宝の山が出現する演出。宝の山の高さが通常よりも高い場合は期待度が高くなる。
黒潮リーチ
シングルリーチから発展し、画面に黒潮が流れる演出。黒潮の流れが通常より速い場合は期待度が高くなる。
マリンちゃんリーチ
ラグーンステージ、アトランティスステージ、トレジャーステージ専用演出。
ダブルリーチから発展し、画面上部からマリンが登場する演出。ステージによってマリンの水着が異なる。期待度は予告により変化する。
ラグーンステージ及びアトランティスステージでは、マリンの指の間隔が通常より広いと期待度が高くなる。
トレジャーステージでは、フレームの色がオレンジ及びフレーム内の三角のマークが赤色に変化した場合は期待度が高くなる。
押しボタン演出
アトランティスステージ専用演出。
スーパーリーチに発展した際に画面にボタンアイコンが出現し、ボタンプッシュを促される演出。押すと泡または魚群が出現する。
クリスタルリーチ
クリスタルステージ専用演出。
クリスタルにひびが入り、ボタンプッシュを促される演出。ボタンプッシュが促されない場合もある。期待度はボタン演出によって変化する（ボタン無しは通常、連打はチャンス、一発押しは大チャンス）。クリスタルが割れれば大当たり濃厚となる。
いかずちリーチ
クリスタルステージ専用選出。
ネッシィビジョン予告の後に発生する。背景にいかずちが鳴り響き、ボタンプッシュを促される演出。ボタンを押してパールフラッシュが発生すれば大当たり濃厚となる。期待度はボタン演出によって変化する（通常は大チャンス、レインボーボタン及びボタン表示無しは大当たり濃厚）。
タッチチャンス
チャンス目（同一図柄が非テンパイ形で液晶画面内に3つ停止）が停止し泡前兆予告が発生しなかった時、カウントダウン予告が0になった時、変動開始直後、ノーマルリーチのいずれかから発生することがある。マリンが登場し強制的に奇数図柄でのシングルリーチが成立し、画面タッチを促される。画面をタッチすると奇数図柄での大当たりまたはハズレとなる。通常時に発生した場合は大当たり濃厚となる。
ぶるぶるチャンス
左上・右上・中央・左下・右下の順にハリセンボン・タコ・カメ・サメ・エビが停止すると必ず発生する。ウリンが登場し、ボタンを長押ししてパールフラッシュが発生すると奇数大当たりとなる。
プルメリアリーチ
『CR大海物語4 With アグネス・ラム 遊デジ119ver.』に搭載。スペシャルアグネスタイム専用演出。
プルメリアの花が流れる専用のリーチ。通常は白い花だが、赤い花が出現すれば大当たり濃厚となる。

## プレミアム演出
泡系プレミアム
泡予告に関するプレミアム演出。数種類存在する。
ネッシィ泡
ネッシィが入った泡が出現する演出。
超泡
泡が途切れずに図柄が揃うまで出現し続ける演出。
クジラッキー泡
クジラッキーが入った泡が出現する演出。
レインボー泡
レインボー色の泡が出現する演出。
泡&魚群予告
泡予告が発生した直後に魚群予告が発生する演出。
V字泡
Vの字をかたどった泡が出現する演出。
クジラブリー泡
クジラッキーが入った泡とクジラブリーが出現する演出。
ミスマリン泡
8代目ミスマリンちゃんが入った泡が出現する演出。
メガ泡
大泡よりさらに大きい泡が出現する演出。
魚群系プレミアム
魚群予告に関するプレミアム演出。数種類存在する。
赤魚群
赤魚群（実際には赤色と紫色が混ざったような魚群）が出現する演出。後述のサム系プレミアムに発展する。
超魚群
魚群が途切れずに図柄が揃うまで出現し続ける演出。
逆魚群
画面左側から魚群が出現する演出。通常は画面右側から出現する。
スパイラル魚群
魚群がスパイラル状に流れる演出。
魚群&クジラッキー
魚群と一緒にクジラッキーが出現する演出。
クマノミ魚群
紫色のクマノミのみで構成された魚群が出現する演出。
前面魚群
魚群が図柄の前面を流れる演出。通常は図柄の後ろを流れる。
回転魚群
魚群が回転する演出。
ぎっしり魚群
画面の背景が見えなくなるほどの魚群が出現する演出。
魚群&リーチ図柄
魚群の最後尾にリーチ図柄が1体出現する演出。
クジラッキー群
魚群の代わりにクジラッキーの群れが出現する演出。
V字魚群
黄色の魚がV字になって出現する演出。
メガ魚群
巨大な魚の群れが出現する演出。
旧魚群
初代『海物語』に登場したドットの魚群が出現する演出。
スロー魚群
魚群が通常よりも遅い動きで流れる演出。
ネッシィ魚群
魚群と一緒にネッシィが出現する演出。
ミニ魚群
小さな魚の群れが出現する演出。
一時停止魚群
魚群が流れる際に一時停止する演出。
スペシャル魚群
『CR大海物語4』のスペシャル魚群探索ゾーン専用演出。
画面奥から画面左側へと光を放つ巨大な魚群が流れる演出。
アグネス魚群
『CR大海物語4 With アグネス・ラム 遊デジ119ver.』に搭載。スペシャルアグネスタイム専用演出。
アグネス・ラムの写真が混じったスペシャル魚群が出現する演出。
サム系プレミアム
各スーパーリーチ中にサムが出現すれば奇数図柄での大当たりが濃厚となる。『CR大海物語4 With アグネス・ラム 遊デジ119ver.』と『CR大海物語4 BLACK』では16ラウンド大当たり濃厚となる。
マッスル珊瑚礁リーチ
ラグーンステージ専用演出。
シングルリーチから発展する。珊瑚礁リーチが発生した際に、サムが画面下部から珊瑚礁を持ち上げて登場する。
マッスル女神像リーチ
アトランティスステージ専用演出。
シングルリーチから発展する。女神像リーチが発生した際に、サムが画面下部から女神像を持ち上げて登場する。
ガイコツ船長リーチ
トレジャーステージ専用演出。
シングルリーチから発展する。宝の山リーチが発生した際に、宝の山が回転しガイコツ船長が登場する。サムは登場しないが、便宜上サム系に分類される。
ダイビングリーチ
シングルリーチから発展する。黒潮リーチが発生した際に、画面右側からサムが泳いで登場する。
ポージングリーチ
ラグーンステージ及びアトランティスステージ専用演出。
ダブルリーチから発展し、マリンの代わりにサムが画面上部から登場する。
プレミアムシャッターチャンスリーチ
トレジャーステージ専用演出。
ダブルリーチから発展し、マリンの代わりにサムが水中カメラを持って画面上部から登場する。
枠外プレミアム
図柄が枠外で揃った場合、効果音の後に図柄が枠内に移動し大当たりとなる演出。必ず発生する訳ではない。
枠上プレミアム
中段図柄と下段図柄が同じ図柄で停止した際、全図柄が上方向に移動して図柄が揃った状態で戻る演出。
枠下プレミアム
中段図柄と上段図柄が同じ図柄で停止した際、全図柄が下方向に移動して図柄が揃った状態で戻る演出。
ボイスプレミアム
変動開始時などにマリン、ワリン、ウリン、サム、8代目ミスマリンちゃんのいずれかのボイスが流れる演出。
サウンドプレミアム
変動音が『海物語』のものに変化する演出。
クジラプレミアム
リーチ成立時、巨大なクジラが出現する演出。
最長突破当たり
ロングリーチから発展する。機種によって発展する演出が異なる。
『CR大海物語4』では、ノーマルリーチ経由の場合はマリンが登場した後にパールフラッシュが発生し2ラウンド確変大当たりとなる。スーパーリーチ経由の場合はパールフラッシュが発生し2ラウンド確変大当たりとなる。その後は確変（大海チャンス）に突入する。2ラウンド確変大当たりが報知された直後にパールフラッシュが発生し、15ラウンド確変大当たり（大海ボーナス）に突入する場合もある。
『CR大海物語4 With アグネス・ラム 遊デジ119ver.』ではアグネス ・ラム全回転に発展する。
『CR大海物語4 BLACK』では骸骨船長クラッシュに発展する。
ボタンアイコン変化プレミアム
アトランティスステージ及びクリスタルステージ専用演出。
スーパーリーチ発展時に表示されるボタンアイコンがパールボタンに変化する演出。
ミスマリンカットイン
『大海物語4』と『CR大海物語4 BLACK』に搭載。
リーチ成立直後に8代目ミスマリンちゃん（チェルシーリナ、鈴川亜美、宮沢セイラ）がカットインされる演出。
アグネス・ラムカットイン
『CR大海物語4 With アグネス・ラム 遊デジ119ver.』に搭載。
リーチ成立直後にアグネス・ラムがカットインされる演出。
ビタ止まり
リーチ成立中に中段の図柄が壁にぶつかったかのように停止して大当たりになる演出。
裏サメ停止
1図柄と9図柄のダブルリーチの際に中段の中央に裏4が停止する演出。停止すると再始動が発生し、1図柄か9図柄のどちらかでの大当たりとなる。
逆変動
図柄が左側から右側に変動する演出。通常は右側から左側に変動する。
上下段図柄逆変動
変動開始時、上段図柄と下段図柄が左側から右側に変動する演出。
中段図柄逆変動
リーチ成立時、中段図柄が左側から右側に変動する演出。
オール当たりプレミアム
ノーマルリーチ発展時、中段の図柄が全てリーチ図柄に変化する演出。
全回転リーチ
全図柄が揃った状態で変動する演出。図柄が停止する際は、通常は上段・下段・中段の順番で停止するが、全図柄が揃った状態で停止する。
変動全回転
回転開始時から図柄が3つ揃った状態で変動する演出。7図柄が停止する。
タッチ全回転
変動中に画面がブラックアウトし、画面タッチを促され全回転が発生する演出。奇数図柄での大当たりが濃厚となる。ぶるぶる演出が発生してからブラックアウトが起きて発展する。発生した際に「海物語 〜Go!Go! SEA STORY〜 セカンドシーズン」がBGMとして使用されている。
アグネス・ラム全回転
『CR大海物語4 With アグネス・ラム 遊デジ119ver.』に搭載。
3・4・1図柄停止やロングリーチから発展する。一発告知とともにアグネス・ラムの映像が背景に流れて全図柄が揃った状態で変動する演出。キングクジラッキー図柄またはアグネス・ラム図柄での大当たりが濃厚となる。「夏色 〜Touch My Heart〜」がBGMとして使用されている。
ブランク図柄クジラッキープレミアム
リーチ成立時、中段のブランク図柄がクジラッキーに変化する演出。クジラブリーと一緒に登場する場合もあるがどちらも大当たり濃厚となる。
リベンジプレミアム
半コマズレハズレ時、直後に画面に映っている全図柄の表情が変化し、中段の図柄が動いて大当たりになる演出。
空動き告知
変動中にパールランプがかすかに動く演出。
背景キャラ通過予告
ラグーンステージ専用演出。
変動中に潜水艦、クジラッキー、クジラッキー&クジラブリー、サムのいずれかが通過する演出。サムが通過した場合はサム系プレミアムに発展する。
突当たり
リーチが成立したが、リーチ成立を知らせるのボイスが流れずそのまま大当たりになる演出。
オール同図柄プレミアム
変動停止時、上段・中段・下段それぞれに同じ図柄が3つずつ停止する演出。合計で9個出現する。
親子図柄変化プレミアム
リーチ成立時、リーチになった上段図柄と下段図柄、中段の全ての図柄が親子図柄（2図柄、7図柄、8図柄）と単体図柄（1図柄、3図柄、4図柄、5図柄、6図柄、9図柄）が入れ替わる演出。
ドデカ図柄
リーチ成立時、中段に巨大化したリーチ図柄が専用の効果音とともに出現する演出。
初代海物語リーチ
珊瑚礁リーチ及びマリンちゃんリーチが、初代『海物語』のグラフィックに変化する演出。
即当たり
リーチ成立直後に全図柄がバウンドストップして大当たりになる演出。
タッチアイコン変化プレミアム
タッチアイコンに表示されている手の形がピースサインに変化する演出。
ブラックアウトプレミアム
変動中に突如ブラックアウトが発生しボタンプッシュを促される演出。ボタンを押すとパールフラッシュが発生し奇数図柄での大当たりとなる。
キングクジラッキーリーチ
キングクジラッキー図柄がリーチになる演出。発展した時点でマックスラウンド大当たり（ミドルタイプでは確変大当たり）が濃厚となる。
ブラッククジラッキーリーチ
『CR大海物語4 BLACK』に搭載。
ブラッククジラッキー図柄がリーチになる演出。発展した時点でマックスラウンドでの大当たりが濃厚となる。
アグネス・ラム図柄リーチ
『CR大海物語4 With アグネス・ラム 遊デジ119ver.』に搭載。
アグネス・ラム図柄がリーチになる演出。ぶるぶるチェンジから発展する場合もある。「『だいすき』って気持ち」のサビの部分がBGMとして使用されている。発展するとアグネス・ラム図柄での大当たりが濃厚となる。
キングクジラッキー図柄昇格スクロール
通常図柄で大当たりした直後に、図柄が高速に動き出してキングクジラッキー図柄に昇格する演出。
アグネス・ラム図柄昇格スクロール
『CR大海物語4 With アグネス・ラム 遊デジ119ver.』に搭載。
通常図柄で大当たりした直後に、図柄が高速に動き出してアグネス・ラム図柄に昇格する演出。
入れ替わりプレミアム
6図柄の数字が反転して9図柄に変化する演出。3つのパターンがある。
中図柄回転
9図柄のシングルリーチの際に中段に6図柄が停止して、中段の6図柄の数字が反転して9図柄に変化して大当たりになる演出。
上下図柄回転
6図柄のシングルリーチの際に中段に9図柄が停止して、上段と下段の6図柄の数字が反転して9図柄に変化して大当たりになる演出。
リーチ図柄回転
6図柄のシングルリーチの際に発生し、上段と下段の数字が反転して9図柄のリーチに変化する。
3・4・1図柄停止
『CR大海物語4 With アグネス・ラム 遊デジ119ver.』と『CR大海物語4 BLACK』に搭載。
中央列に3・4・1図柄が停止する演出。発生すると大当たり濃厚となる。
背景矛盾演出
『CR大海物語4 With アグネス・ラム 遊デジ119ver.』に搭載。
STが決められた回数の消化が終わっても時短に移行せず、そのままSTが続く演出。
変動中アグネス・ラムカットイン
『CR大海物語4 With アグネス・ラム 遊デジ119ver.』に搭載。
変動中に画面タッチでアグネス・ラムがカットインされる演出。
アグネス・ラム前兆予告
『CR大海物語4 With アグネス・ラム 遊デジ119ver.』に搭載。電サポ中専用演出。
変動中にアグネス・ラムの映像が流れる演出。「『だいすき』って気持ち 〜君にはナイショVer.〜」がBGMとして使用されている。
骸骨船長クラッシュ
『CR大海物語4 BLACK』に搭載。
リーチ成立し図柄が停止しないと骸骨船長が登場する演出。発生すると骸骨船長がブラックパールフラッシュを鳴らし、マックスラウンド大当たりに突入する。
ぶるぶるチェンジ予告
『CR大海物語4 BLACK』に搭載。ブラックパールゾーン専用演出。
変動停止時に図柄が震えてブラックアウトが発生する演出。16ラウンド大当たり濃厚となる。

## 大当たりラウンド演出

### 大当たりラウンド突入前
オープニング昇格
『CR大海物語4』に搭載。
図柄が揃った直後にパールフラッシュが発生し15ラウンド確変大当たり（GREAT LUCKY）に突入する演出。
オープニング時アグネスチャンス
『CR大海物語4 With アグネス・ラム 遊デジ119ver.』に搭載。
大当たりのオープニング時にアグネス・ラムのサインが表示される演出。保留ランプが点滅し、大当たりラウンド終了後はスペシャルアグネスタイムに突入する。
ブラックパールチャンス
『CR大海物語4 BLACK』に搭載。
図柄が揃った直後に突入する昇格演出。図柄が吸い込まれ扉が出現し、ボタンプッシュを促される。プッシュすると偶数図柄、奇数図柄、ブラッククジラッキー図柄のいずれかが出現する。金扉、銀扉、銅扉のいずれかが出現し、金扉はブラッククジラッキー図柄濃厚、銀扉は奇数図柄以上濃厚となっている。

### 大当たりラウンド中
ブラックアウト
『CR大海物語4』に搭載。ラグーンステージ専用演出。
通常大当たりのラウンド中に発生する昇格演出。ラウンド中に突如ブラックアウトが発生しパールフラッシュが鳴る。発生した時点で確変大当たりとなる。
パールチャンス
『CR大海物語4』に搭載。アトランティスステージ専用演出。
通常大当たりのラウンド中に発生する昇格演出。マリンが出現しボタンの長押しを促される。パールフラッシュが発生すれば確変大当たりとなる。
ラブリーチャンス
『CR大海物語4』に搭載。トレジャーステージ専用演出。
通常大当たりのラウンド中に発生する昇格演出。マリンが出現し画面タッチが促される。パールフラッシュが発生すれば確変大当たりとなる。通常は7ラウンド目に発生するが、それ以外のラウンドで発生すると昇格濃厚となる。
ネッシィビジョン
『CR大海物語4』に搭載。クリスタルステージ専用演出。
通常大当たりのラウンド中に発生する昇格演出。ラウンド中にネッシィが出現しパールフラッシュが発生する。発生した時点で確変大当たりとなる。
大当たりラウンド中アグネスチャンス
『CR大海物語4 With アグネス・ラム 遊デジ119ver.』に搭載。
大当たりラウンド中にアグネス・ラムのサインが表示される演出。保留ランプが点滅し、大当たりラウンド終了後はスペシャルアグネスタイムに突入する。
ブラックパールフラッシュチャンス
『CR大海物語4 BLACK』に搭載。
大当たりラウンド中にブラックパールフラッシュが発生し8代目ミスマリンちゃんがカットインされる昇格演出。通常大当たり時に発生すると、大当たりラウンド終了後はスーパーチャンスに突入する。ST付き大当たり時に発生すると16ラウンド大当たりに昇格する。

### 大当たりラウンド終了後
エンディングチャンス
『CR大海物語4』に搭載。
通常大当たり時のエンディング画面で確変が告知される演出。
「いつものラウンド」の場合は、エンディング画面で「もう1回」の文字とともにサムが登場して告知される。
その他の楽曲を選択した場合は、エンディング画面で「もう1回」の文字とともに8代目ミスマリンちゃんのカットインが発生して告知される。
金魚群
大当たりラウンド終了後のエンディング画面で金魚群が出現する演出。保留内で奇数図柄揃いの大当たりが濃厚となる。
ボタンプッシュ予告
大当たりラウンド終了後のエンディング画面でボタンプッシュが促される演出。ボタンを押すと金魚群が出現する。
背景変化
偶数図柄揃いの大当たりでいつものラウンドのエンディング画面での背景に変化が起こる演出。水面が光っている場合は確変昇格の期待度が高くなる。
エンディング時アグネスチャンス
『CR大海物語4 With アグネス・ラム 遊デジ119ver.』に搭載。
大当たりラウンド終了後のエンディング画面でチャンスタイム回数（ST＋時短）の替わりにアグネス・ラムのサインが表示される演出。保留ランプが点滅し、大当たりラウンド終了後はスペシャルアグネスタイムに突入する。

## その他演出
再始動
リーチが外れた際に、中段図柄が再び動き出して大当たりになる演出。ダブルリーチで発生した場合は奇数図柄での大当たりとなる。
昇格スクロール
偶数図柄が揃った直後に図柄が高速に動き出して奇数図柄に昇格する演出。
マリンちゃん2段階
マリンちゃんリーチで偶数図柄が揃った直後、マリンが掛け声とともに中段図柄をビンタして再始動が起き、もう片方のリーチ図柄である奇数図柄揃いの大当たりになる演出。
バウンドストップ
『CR大海物語4』に搭載。時短中専用演出。
チャンス目（同一図柄が非テンパイ形で液晶画面内に3つ停止）が停止した際に泡前兆予告が発生せずに、図柄がバウンドして停止する演出。この演出が発生すると、時短から確変（大海チャンス）に移行する。
ロングリーチ
ノーマルリーチやスーパーリーチが止まらず長く変動し続ける演出。最長突破当たりに発展する。
法則崩れ
さまざまな予告で発生する。予告なしからスーパーリーチに発展する、魚群予告からノーマルリーチに発展する、大泡予告からスーパーリーチに発展するなどがあり、発生すると大当たり濃厚となる。

## 待機画面演出
魚群占い
泡や魚群による占いを遊ぶことができる。ただし、占いの結果は実戦結果を予告するものではない。

## パールフラッシュ
画面上部にある役物。変動時の一発告知としての機能を果たしており、演出が発生した時点で大当たり濃厚となる。大当たりラウンド中やエンディング時の昇格演出としても使用されている。一発告知にはショートとロングの2種類があり、ショートは大当たり濃厚、ロングは奇数図柄での大当たり濃厚となる。

## 大当たり・確変・時短

### CR大海物語4
確変ループ機となっており、大当たりラウンド終了後は基本的に奇数図柄大当たりだと確変に突入し、偶数図柄大当たりだと100回の時短に突入する。ただし、偶数図柄で当たってもラウンド中にSUPER LUCKYに昇格する場合がある。2ラウンド確変大当たりも搭載されており、3・4・1図柄停止で突入する。2ラウンド確変大当たり終了後は確変（大海チャンス）に突入する。3・4・1図柄停止直後にパールフラッシュが発生し15ラウンド確変大当たり（大海ボーナス）に突入する場合もある。また、時短中でも内部確変になっていることもあり、その場合は時短終了前までに図柄のバウンドストップが発生し確変（大海チャンス）に突入する。
確変大当たりが15ラウンド、12ラウンド、2ラウンドの3種類があり、15ラウンド大当たりの場合はGREAT LUCKYと表示される。

### CR大海物語4 With アグネス・ラム 遊デジ119ver.
ST機となっており、大当たりラウンド終了後は必ず10回のSTと時短に突入する。時短の回数は図柄によって異なる。電サポ回数は基本的に奇数図柄が70回で偶数図柄が40回だが、偶数図柄で当たってもLUCKYのまま昇格演出なしで電サポ50回に突入することがある。それまでのシリーズに搭載されていたアグネスチャンスに代わり、スペシャルアグネスタイムが搭載されている。大当たり終了後の画面で、チャンスタイム回数（ST＋時短）の代わりにアグネス・ラムのサインが表示されると通常のSTにではなくスペシャルアグネスタイムに突入し、保留玉での大当たりが濃厚となる（大当たりする保留玉が点滅する）。点滅している保留玉の前に大当たりする場合もあり、その場合はスペシャルアグネスタイムが継続する。

### CR大海物語4 BLACK
V-STタイプのロングST機となっており、ヘソ入賞時の大当たりと電チュー入賞時の大当たりで振り分けが異なる。
ヘソ入賞時に偶数図柄で当たると、大当たり終了後は100回の時短に突入する。
ヘソ入賞時に奇数図柄での大当たりまたは電チュー入賞時の大当たりだと、大当たりラウンドに移行する前にブラックパールチャンスに突入する。奇数図柄で当たった場合はSUPER LUCKY以上が確定であり、偶数図柄で当たった場合もSUPER LUCKY以上が当選したり、LUCKYに突入してもラウンド途中でSUPER LUCKY以上に昇格したりすることがある。大当たりラウンド終了後は100回の電サポ（ST50回と時短50回）に突入する。1回転目から20回転目はブラックパールゾーンに突入する。21回転目から50回転目はいつものSTゾーンに突入する。51回転目から100回転目は時短に突入する。泣きの1回は搭載されていない。

## プレミアムラウンド

### CR大海物語4
- 1回目：いつものラウンド
- 2連荘達成：マリン&ワリン&ウリンが歌う「海物語 〜Go!Go! SEA STORY〜 セカンドシーズン」
- 3連荘達成：マリン With 8代目ミスマリンちゃんが歌う「全力アソビヨリ!」
- 3連荘達成し大当たりラウンド中に選択する（大海ライブラリー）
  - マリンが歌う「海物語 〜Go!Go! SEA STORY〜」
  - マリンが歌う「明日への道しるべ」
  - マリンが歌う「〜春〜 ありがとう」
  - マリンが歌う「〜夏〜 ドキドキ☆サマードライブ」
  - マリンが歌う「〜秋〜 コスモスはぁと」
  - マリンが歌う「〜冬〜 ドットdeマリン.」
  - マリンが歌う「期待100%フラッシュ!」
  - ワリンが歌う「ジャングルツアーLet's GO!!」
  - サムが歌う「ミラクル♥フレンズ」
  - ウリンが歌う「ネバギバ!」
  - マリンが歌う「“Sea” you again」
  - 海物語オールスターズが歌う「Great Sea Parade」
  - マリンが歌う「シューティング☆ジェットコースター」
- 4連荘達成：マリンが歌う「Musical in the Sea 〜大海物語の1日〜」
- 5連荘達成：マリン With 8代目ミスマリンちゃんが歌う「キボウヘ」
- 6連荘達成：マリン&ウリンが歌う「Day & Day」

### CR大海物語4 With アグネス・ラム 遊デジ119ver.
- 1回目：いつものラウンド
- 2連荘達成：マリン&ワリン&ウリンが歌う「海物語 〜Go!Go! SEA STORY〜 セカンドシーズン」
- 3連荘達成：マリンが歌う「『だいすき』って気持ち 〜君にはナイショVer.〜」、マリンが歌う「Musical in the Sea 〜大海物語の1日〜」
- 4連荘達成：マリンが歌う「夏色 〜Touch My Heart〜」、マリン&ウリンが歌う「Day & Day」
- 5連荘達成：マリンが歌う「『だいすき』って気持ち 〜ハワイアンバージョン〜 Side A」
- 6連荘達成：マリンが歌う「『だいすき』って気持ち 〜ハワイアンバージョン〜 Side B」
- 16ラウンド大当たり突入：マリンが歌う「きっと。。。魚群」
- 大当たりオープニング時ボタンを10回押す：マリンが歌う「『だいすき』って気持ち 〜君にはナイショVer.〜」

### CR大海物語4 BLACK
- 1回目：いつものラウンド
- 2連荘達成：マリン&ワリン&ウリンが歌う「海物語 〜Go!Go! SEA STORY〜 セカンドシーズン」
- 3連荘達成：マリン With 8代目ミスマリンちゃんが歌う「全力アソビヨリ!」
- 4連荘達成：マリンが歌う「Musical in the Sea 〜大海物語の1日〜」
- 5連荘達成：マリン With 8代目ミスマリンちゃんが歌う「キボウヘ」
- 6連荘達成：マリン&ウリンが歌う「Day & Day」
- 7連荘達成：マリンが歌う「シューティング☆ジェットコースター」
- 8連荘達成：吉野聡留が歌う「Hello, New World」
- 9連荘以降に16R大当たりをする：マリン&ワリン&ウリン with サイキックラバーが歌う「海物語 〜Go!Go! SEA STORY〜 Dream Mix」
- 大当たりオープニング時ボタンを10回押す：マリン&ワリン&ウリン with サイキックラバーが歌う「海物語 〜Go!Go! SEA STORY〜 Dream Mix」

## スペック
| 型式                 | 型式                 | MTB                                               | SBC（With アグネス・ラム）                                                                                 | WCB (BLACK)                                                                                     |
| -------------------- | -------------------- | ------------------------------------------------- | --- | ----------------------------------------------------------------------------------------------- |
| 特賞種別             | 特賞種別             | デジパチ                                          | デジパチ                                                                                                   | デジパチ                                                                                        |
| 大当たり確率         | 通常時               | 1/319.6                                           | 1/119.8 | 1/199.8                                                                                         |
| 大当たり確率         | 高確率時             | 1/36.4                                            | 1/19.5 | 1/49.3                                                                                          |
| タイプ               | タイプ               | ミドル                                            | 遊デジ | ライトミドル                                                                                    |
| 賞球数               | 賞球数               | 4 & 2 & 14 & 3                                    | 4 & 2 & 11 & 3                                                                                             | 4 & 2 & 14 & 4                                                                                  |
| ラウンド・カウント数 | ラウンド・カウント数 | 15R or 12R or 2R・9C                              | 16R or 7R or 5R・9C                                                                                        | 16R or 7R or 4R・8C                                                                             |
| 大当たりシステム     | 大当たりシステム     | 確変ループ                                        | ST | ロングV-ST                                                                                      |
| 確変突入率           | 確変突入率           | 55/100（55%）                                     | 100/100（100%、ST10回）                                                                                    | 50/100（50%、ヘソ入賞時） 100/100（100%、ST50回、電チュー入賞時） ※但し、ST突入はV入賞が条件    |
| 大当たりの内訳       | 上始動口             | 15R確変：20% 12R確変：26% 2R確変：9% 12R通常：45% | 16R（ST10回+時短90回）：4% 7R（ST10回+時短60回）：56% 5R（ST10回+時短60回）：7% 5R（ST10回+時短30回）：33% | 7R（ST50回+時短50回）：50% 7R（時短100回）：50%                                                 |
| 大当たりの内訳       | 下始動口             | 15R確変：20% 12R確変：26% 2R確変：9% 12R通常：45% | 16R（ST10回+時短90回）：4% 7R（ST10回+時短60回）：56% 5R（ST10回+時短60回）：7% 5R（ST10回+時短30回）：33% | 16R（ST50回+時短50回）：27% 7R（ST50回+時短50回）：40% 4R（ST50回+時短50回）：33%               |
| 大当たり出玉         | 大当たり出玉         | 15R：1890個 12R：1512個 2R：70個                  | 16R：1584個 7R：694個 5R：495個                                                                            | 16R：1792個 7R：784個 4R：448個                                                                 |
| リミット             | リミット             | なし                                              | なし | なし                                                                                            |
| 電サポ               | 確変                 | 確変大当たり終了後次回まで                        | 大当たり終了後ST10回                                                                                       | 電チュー入賞時大当たり終了後ST50回                                                              |
| 電サポ               | 時短                 | 通常大当たり終了後100回                           | ST終了後90回・60回・30回                                                                                   | ヘソ入賞時通常大当たりまたはST突入大当たり時にV入賞させなかった大当たり終了後100回 ST終了後50回 |
| 保留の数             | 保留の数             | 上始動口4個+下始動口4個                           | 上始動口4個+下始動口4個                                                                                    | 上始動口4個+下始動口4個                                                                         |
| 保留の優先消化       | 保留の優先消化       | なし（入賞順に消化）                              | なし（入賞順に消化）                                                                                       | 下始動口優先                                                                                    |